# PLANET (Magazin)
PLANET, Untertitel Die Zeitschrift für Zeitgenossen der Zukunft war ein deutsches Science-Fiction-Magazin, das von 1969 bis 1971 in acht Ausgaben erschien. Vorbild war die französische Zeitschrift Planète, die von 1961 bis 1972 existierte und von Jacques Bergier und Louis Pauwels herausgegeben wurde.

## Geschichte
Die in München ansässige Redaktion bestand aus Friedrich W. Langreuter, Karl-Ludwig Kuss und Achim von Heynitz. Produziert wurde PLANET vom Verlag Edition Planet. Kurz vor der Einstellung der Zeitschrift 1971 wurde Jürgen vom Scheidt in den Redaktionsstab aufgenommen.
Vorbild war das französische Magazin Planète von Bergier und Pauwels, die mit ihrem Sachbuch Aufbruch ins Dritte Jahrtausend einen großen Publikumserfolg erzielt hatten. Ableger von Planète erschienen in den Niederlanden, Italien und Spanien. Der Verlag bezeichnete sein Produkt als „Die Europäische Zeitschrift in Buchform“ mit folgender Zielsetzung:
PLANET löst die Fixierung des Geistes und befreit die Kräfte der Imagination … sucht den Humanismus des dritten Jahrtausends … unterstützt die Symbiose von Mensch und Maschine … rehabilitiert Wissen und Technik der alten Kulturen …
In PLANET wurden Kurzgeschichten und Artikel u. a. von Arthur C. Clarke, George Langelaan, Theodor Dolezol, Jewgenij Semitschow, Wolfgang Schmidbauer, Cyril M. Kornbluth, Jürgen vom Scheidt, Wolfgang Jeschke, Herbert W. Franke und Hans Joachim Alpers publiziert.
Offenbar aufgrund zu hoher Produktionskosten wurde die aufwendig illustrierte  Zeitschrift 1971 eingestellt. Ein in der letzten Ausgabe angekündigter Reinkarnationsbericht des Dalai Lama konnte daher nicht mehr erscheinen.